# Polarity
Polarity — ограниченная серия комиксов, состоящая из 4 выпусков, которую в 2013 году издавала компания Boom! Studios.

## Синопсис
Главным героем является Тимоти Вудс. Он художник, страдающий биполярным расстройством. Однажды Вудс переживает автокатастрофу и обнаруживает свои суперспособности.

## История создания
Музыкант Макс Бемис размышлял, что раз может писать песни, то может создать и комикс. В какой-то степени произведение является автобиографическим. Сценарист отмечал, что «во втором выпуске есть прямая отсылка» к альбому «…Is a Real Boy», который был выпущен его группой Say Anything в 2004 году. Влияние на музыкальную и писательскую карьеру Бемиса оказали такие люди как Ричард Льюис и Ларри Дэвид. Он рассказывал, что в детстве уже делал комиксы на подобии Wildcats, Youngblood и Cyber Force. Хотя они не выходили хорошими, ему просто нравилось создавать их. Описывая Тимоти Вудса, Бемис сказал, что это тот, «кем он раньше боялся быть». Сценарист добавлял, что его герой «живёт в довольно пресном обществе и пытается приспособиться к нему».

### Выпуски
| № | Дата выхода   | Оценка на Comic Book Roundup   |
| - | ------------- | ------------------------------ |
| 1 | 3 апреля 2013 | 8 из 10 на основе 7 рецензий   |
| 2 | 1 мая 2013    | 7,1 из 10 на основе 6 рецензий |
| 3 | 5 июня 2013   | 7,6 из 10 на основе 4 рецензий |
| 4 | 3 июля 2013   | 7,6 из 10 на основе 5 рецензий |

### Сборники
| Название | Тип            | Дата выхода     | Собранный материал | Кол-во страниц | ISBN                       |
| -------- | -------------- | --------------- | ------------------ | -------------- | -------------------------- |
| Polarity | Мягкая обложка | 11 декабря 2013 | Polarity #1-4      | 112            | 978-1608863464, 1608863468 |

## Реакция

### Отзывы критиков
На сайте Comic Book Roundup серия имеет оценку 7,6 из 10 на основе 22 рецензий. Мелисса Грей из IGN дала первому выпуску 9,7 балла из 10 и похвалила художника. Келли Томпсон из Comic Book Resources также осталась довольна дебютом. Пирс Лидон из Newsarama поставил первому выпуску оценку 8 из 10 и посчитал, что «невозможно говорить о Polarity, не упоминая музыкальную карьеру сценариста Макса Бемиса». Джен Апрахамян из Comic Vine вручила второму выпуску 3 звезды из 5 и написала, что первый выпуск был сильнее.

### Продажи
Ниже представлен график продаж выпусков и сборника за их первый месяц выхода на территории Северной Америки.

## Телесериал
Компания Fox 21 разрабатывает телесериал на основе комикса. Сценарий к пилотному эпизоду напишут Макс Уинклер и Мэтт Спайсер. Исполнительными продюсерами выступят Росс Ричи, Стивен Кристи, Джейсон Карден и Джош Леви.